# Mustii
Thomas Mustin (művésznevén: Mustii, Brüsszel, 1990. november 21. – ) belga énekes és színész. Ő képviselte Belgiumot a 2024-es Eurovíziós Dalfesztiválon Malmőben, a Before the Party’s Over című dalával.

## Pályafutása
Mustin 2012-ben fejezte be színházi tanulmányait az Institut des Arts de Diffusion-ban, Louvain-la-Neuve-ben, és szerepelt az Alain Brunard által rendezett À tort ou à raison című francia televíziós sorozatban. Színházban is fellépett, Yves Beaunesne Rómeó és Juliájában, ő alakította Benvolio karakterét.
Ezt követően Dennis Kelly Débris című darabjának színrevitelében dolgozott, amelyet 2014 novemberében és decemberében mutattak be a brüsszeli Riches-Clairesben.
2015 elején részt vett a L'Auberge du Cheval-Blanc című előadás újraélesztésében, amelyet Dominique Serron rendezett. Ezután két filmben és egy televíziós sorozatban is szerepelt. A The Break című televíziós sorozatban Kevin szerepét alakította.
2014-ben Mustin szerződést kötött a Kid Noize kiadójával, a Black Gizah Record-dal. Első kislemezét, a The Golden Age-t a belga rádióállomáson játszották Flandriában és Vallóniában is.
2023. augusztus 30-án az RTBF bejelentette, hogy az énekes képviseli Belgiumot a 2024-es Eurovíziós Dalfesztiválon Malmőben. A Before the Party’s Over című dalát 2024. február 20-án mutatták be nyilvánosan. A dalfesztivál május 9-én rendezett második elődöntőjében a tizenharmadik helyen végzett, így nem jutott tovább a döntőbe.

## Diszkográfia

### Albumok
- 21st Century Boy (2018)
- It's Happening Now (2022)

### EP-k
- The Darkest Night (2016)

### Kislemezek
- The Golden Age (2014)
- Feed Me (2015)
- 21st Century Boy (2018)
- What a Day (2018)
- Blind (2018)
- Time Is Up (Brut x Mustii) (2020)
- Skyline (2022)
- Before the Party’s Over (2024)